# Ramón Saizarbitoria
Ramón Saizarbitoria Zabaleta (San Sebastián, 21 de abril de 1944) es un sociólogo y escritor español que escribe en euskera.

## Trayectoria académica
Licenciado en Sociología en Suiza y director del Centro de Documentación y Estudios Sociológicos SIIS de San Sebastián, ha publicado numerosos libros en el campo de los servicios sociales. Desde mediados de los 1960 ha venido colaborando en la mayor parte de medios de comunicación del País Vasco. En 1967 creó la editorial LUR junto con otros escritores, y en la década de los 70 creó la revista literaria Oh Euzkadi. 
Ha trabajado principalmente la novela, pero también ha escrito ensayo y poesía. Es uno de los autores más importantes de la literatura en euskera. Está considerado, junto a 'Txillardegi', como modernizador de la novela vasca, pero, a diferencia de este último, su presencia literaria ha seguido creciendo con el tiempo, a raíz sobre todo del retorno a la novela que protagonizó a partir de los años 1990. Ha publicado la mayoría de sus trabajos en la editorial Erein. En 1985 el director Alfonso Ungría llevó al cine el libro "Ehun metro". 

### Novela
- Egunero Hasten Delako ("Porque empieza cada día") (Lur, 1969).
- Ehun Metro (Lur, 1976). Editado en castellano como Cien metros (Nuestra Cultura Editorial, 1979).
- Ene Jesus ("Jesús Mío") (Kriselu, 1976), Premio de la Crítica.
- Hamaika Pauso (Erein, 1995). Premio de la Crítica. Editado en castellano como Los pasos incontables (Espasa-Calpe, 1998).
- Bihotz bi. Gerrako kronikak (Erein, 1996). Premio de la crítica. Editado en castellano como Amor y guerra (Espasa-Calpe, 1999).
- Gorde nazazu lurpean (Erein, 2000). Premio de la crítica y Euskadi Saria en 2001. Editado en castellano como Guárdame bajo tierra (Alfaguara, 2002).
- Gudari zaharraren gerra galdua ("La guerra perdida de los viejos soldados") (Erein, 2000).
- Rossetti-ren obsesioa ("La obsesión de Rossetti") (Erein, 2001).
- Bi bihotz, hilobi bat ("Dos corazones, una tumba") (Erein, 2001) (estas tres últimas nouvelles forman también parte del ya citado Gorde nazazu lurpean).
- Kandinskyren tradizioa (Erein, 2003). Editado en edición bilingüe como Kandinskyren tradizioa-La tradición de Kandinsky (Atenea, 2003).
- Martutene (Erein, 2012). Editado en castellano como Martutene (Erein, 2013).
- Lili eta biok (Erein, 2015)

### Ensayo
- Mendebaleko ekonomiaren historia; Merkantilismotik 1914-era arte ("Historia de la economía de Occidente; del Mercantilismo a 1914") (1970).
- Nacer en Guipúzcoa, (Servicio de Estudios Aspace, 1981).
- Perinatalidad y prevención, (Hordago, 1981).
- Aberriaren alde (eta kontra) ("A favor -y en contra- de la patria") (Alberdania, 1999).

### Poesía
- "Poesia banatua" ("Poesía repartida") (1969).

## Premios
- Lan Onari del Gobierno en 2012.[3]
- Premio Euskadi de Literatura en 2013 por su obra "Martutene".[4]